# 梨坪镇
梨坪镇，是中华人民共和国甘肃省陇南市文县下辖的一个乡镇级行政单位。
2016年，甘肃省民政厅批复同意撤销黎坪乡，设立梨坪镇。

## 行政区划
梨坪镇下辖以下地区：
任家坪村、九原村、草坪村、玉坪村、金坪村、尖脉村、细燕村、候家坝村、李家坝村、尚家坝村、碧贡村、堡子村、井坪村、赵村、刘家沟村、李家河村、元头村、尹家磨村、马家村、大寨村、梨坪道村和沟底下村。